# Sleeping Satellite
Sleeping Satellite è un brano musicale pop inciso nel 1992 da Tasmin Archer e pubblicato come singolo che anticipò l'uscita dell'album Great Expectations; autori del brano sono la stessa Tasmin Archer, John Beck e John Hughes. Si tratta del singolo di debutto della cantante britannica.
Il disco, pubblicato su etichetta EMI e prodotto da Julian Mendelsohn e Paul Wickens, raggiunse il primo posto delle classifiche nel Regno Unito, il terzo in Italia, il quarto in Svezia e il quinto in Svizzera.

## Descrizione

### Significato del testo
(Sleeping Satellite (1992))
Il testo della canzone fa riferimento alle missioni Apollo degli anni 1960, caratterizzato come "la più grande avventura dell'uomo"; il satellite dormiente del titolo è la Luna.
Sleeping Satellite fa riferimento all'avventura dell'uomo sulla Luna ed è stato scritto nell'estate del 1989, al momento del 20º anniversario del primo sbarco, con equipaggio, sul satellite della Terra. La canzone è da intendere come un commento sui 20 anni trascorsi dal momento in cui il piccolo progresso del primo sbarco sembrava essere solo l'inizio dei viaggi di esplorazione dello spazio. Non è da intendere come contrario ai viaggi nello spazio, è esattamente l'opposto e lamenta il fatto che, al momento della ricorrenza, l'esplorazione spaziale non è progredita come si sperava da quel primo straordinario evento.

## Tracce
7" (versione 1)
1. Sleeping Satellite – 4:42
2. Sleeping Satellite (Acoustic Version) – 3:22

12" maxi
1. Sleeping Satellite – 4:42
2. Sleeping Satellite (Acoustic Version) – 3:22
3. Men at the Window (Acoustic Version) – 3:10
4. Men at the Window (Extended Version) – 6:51

## Classifiche
| Classifica    | Posizione massima | Nr. di settimane |
| ------------- | ----------------- | ---------------- |
| Australia     | 14                | 15               |
| Austria       | 11                | 12               |
| Belgio        | 12                | 11               |
| Francia       | 6                 | 18               |
| Germania      | 12                | 25               |
| Italia        | 3                 |                  |
| Nuova Zelanda | 12                | 12               |
| Paesi Bassi   | 8                 | 14               |
| Regno Unito   | 1                 |                  |
| Svezia        | 4                 | 7                |
| Svizzera      | 5                 | 20               |

## Premi e riconoscimenti
- 1993: Nomination agli MTV Video Music Awards nella categoria MTV Video Music Award al miglior artista esordiente

## Cover
I seguenti artisti hanno inciso una cover del brano:
- Aurora feat. Naimee Coleman
- Junior Caldera
- Karnivool (Themata Bonus Track - 2005)
- Ketty DB
- KLC feat. Michelle (2008)
- Neja (2008)
- Bryan Rice (2007)
- Kim Wilde (traccia dell'album Snapshots del 2011)